# Pierre Huguenet
Pierre Huguenet   (Saint-Germain-en-Laye, 1639 - Saint-Germain-en-Laye, 18 de gener de 1722) fou un violinista i compositor francès.

## Biografia
Serà successivament violí del gabinet del rei el 1659, mida de viola a la capella del rei el 1661, alta viola del 1678 al 1683 de la música de la reina.
Portava 52 anys en música reial quan va rebre una pensió de 400 lliures el 1711. Apareix a la llista de veterans el 1717. Un veterà gaudeix de cartes de veterà. El 1717 va ser el músic de la cort que va rebre la suma més gran per la seva posició com a simfonista, és a dir, 1.100 lliures. La suma més petita recollida és de 83 lliures a l'any.
Pierre Huguenet posseïa una casa a Saint-Germain, carrer des Ursulines, davant de l'Hôtel de Louvois, amb un estable, pati i jardí. Instal·lat a Versalles, carrer del Bel-Air, va llogar aquesta casa el 1710 i durant 6 anys, per 200 lliures a l'any, a François Couperin, desitjós, per la seva precària salut, d'obtenir una mica d'aire sortint de tant en tant d'un altre carrer Saint-François, on vivia a París, prop de Saint-Gervais.
La família Huguenet era una família de músics. Pierre era fill de Sébastien Huguenet I, organista. El seu germà Sébastien Huguenet també era violinista i músic de la cort. El seu fill Jacques Christophe Huguenet i el seu net Charles-Robert Huguenet també eren músics de la cort.

## Obres
- tres trios de corda, a Suite de trios de diferents autors recollits per Philidor
- Minuet per a violí (ms. Bibl. De l'Arsenal M.942)
- Suite de danses per a violins i oboès (1712)